# Novocrania huttoni
Novocrania huttoni är en armfotingsart som först beskrevs av Thomson 1916.  Novocrania huttoni ingår i släktet Novocrania och familjen Craniidae. Inga underarter finns listade i Catalogue of Life.